# Żołędowo (województwo zachodniopomorskie)
Żołędowo (niem. Mittelfelde) – wieś w Polsce położona w województwie zachodniopomorskim, w powiecie drawskim, w gminie Drawsko Pomorskie. W latach 1975–1998 miejscowość administracyjnie należała do województwa koszalińskiego. W roku 2007 wieś liczyła 61 mieszkańców. Miejscowość wchodzi w skład sołectwa Konotop. Najbardziej na południe położona miejscowość gminy.

## Geografia
Wieś leży ok. 3,5 km na południowy wschód od Konotopa. Od zachodu i południa wieś graniczy z poligonem drawskim.

## Zabytki
Do wojewódzkiego rejestru zabytków wpisany jest:
- dom z budynkiem gospodarczym nr 8 z 1907 r.

Dom czterorodzinny wykonany dla rodziny Sommerfeld, wybudowany w latach 1920–1922, którego architektem był Walter Gropius